# Gillaburn

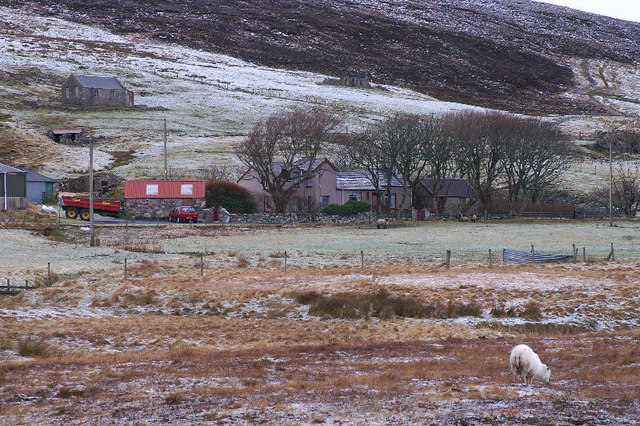
Gillaburn

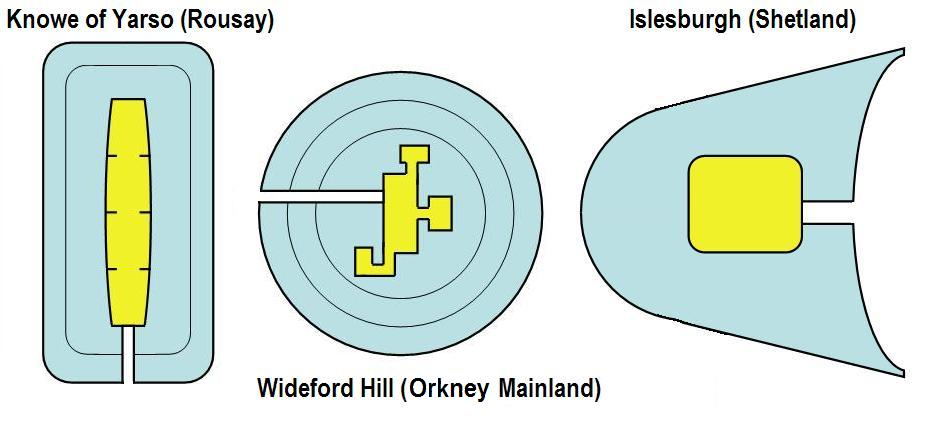
Schema Heel-shaped Cairn - rechts

Gillaburn (auch Quina Scord genannt) ist ein Heel-shaped Cairn in der Heidelandschaft von Stromfirth auf der Shetlandinsel Mainland in Schottland. 
Erhalten ist wenig von Gras bedecktes Hügelmaterial, aber die meisten Steine der Fassade und die Hälfte der Steine der Einfassung des D-förmigen Cairns. Die Einfassungssteine liegen auf dem Torf knapp über dem Rasen. Etwa 1,2 m hohe Steinsäulen standen ursprünglich an beiden Enden der Fassade. Die übrigen Steine der Fassade sind maximal 30 cm hoch. Es gibt vier Steine in der Mitte des Cairns, aber sie reichen nicht aus, um den Plan der Kammer zu erkennen.
Von den Cairns der Shetland-Inseln enthalten nur Gillaburn, Hill of Dale und Muckle Heog Steinkisten.